# Українська республіканська капела
Украї́нська республіка́нська капе́ла — українська хорова капела під керівництвом Кирила Стеценка й Олександра Кошиця.

## Історія створення
Створена відповідно до Закону Української Народної Республіки від 24 січня 1919 року у Києві музичним відділом Міністерства освіти та мистецтв УНР за дорученням голови Директорії Симона Петлюри для просування ідеї незалежної України та популяризації української музичної культури за кордоном.

### Українська республіканська капела в Кам'янці-Подільському у 1919 році
На початку лютого Українська республіканська капела на чолі з диригентом Олександром Кошицем з Києва приїздить до Кам'янця. О. Кошиць, як керівник капели, мав по приїзді до Кам'янця очолити хор, але раніше від нього приїхав Кирило Стеценко, який самовільно очолив керівництво капелою та спішно набрав склад хористів на основі вихованців «Національного хору», яким диригував у Києві.
16 лютого О. Кошиць приїхав до Кам'янця (їхав з Києва 12 діб): «Кам'янець з цього чудовою місцевістю зачарував мене й тепер також, як і першого разу, коли я його побачив (Капела під орудою Кошиця брала участь у відкритті університету 22 жовтня 1918 р.). Враження збільшувались ще тим, що його освітлював  ясний місяць. Город спав, повитий садками, засипаний снігом. На блідо-прозорій блакиті неба вирисовувались старовинні дзвіниці, мінарет і бані церков. Похмурі башти сторожею стояли над глибоким проваллям, затканим білим туманом. А далі, за містом, маячили дахи й башти давньої фортеці… Все розказувало якусь давню легенду. Все це бачило й турків, і татар, і ляхів, і волохів, і наших славних братчиків запорожців. Усі ці поля й гори засіяні кістками й политі кров'ю – і своєю і ворожою. А скоро, мабуть, покропляться й братньою… Душа умлівала від поезії й жалю… Переїхали через міст і зразу попали в обійми військової патрулі. Нас розпитали і показали готелі, де живуть члени Капелі… двері з кімнатами одчинялись прямо надвір, одно ліжко, якась тифозна канапа і миска для умивання, від одного вигляду якої хотілося їхати назад до Тернополя».
На першій же репетиції Капела вразила О. Кошиця своєю неорганізованістю, тож він одразу розпочав репетиційну діяльність.
Він розіслав запити у міські інституції про виділення кімнати для репетицій у неробочий для інституцій час. Також О. Кошиць просив повітового коменданта про реквізицію (за можливості) 5 кімнат у будинку Подільської духовної консисторії (пл. Вірменський ринок,4), або в будь-якому іншому будинку для репетицій. Згодом він отримав згоду від Українського державного університету (виділено аудиторію №4 з 1 до 3 години дня з правом користування роялем), страхового відділу губерніальної управи (при умові, що Капела не буде чіпати документи на столах та етажерках) та Українського клубу (з 10 до 4 години дня з можливістю користуватися роялем). Зрештою, для репетиції було обрано Український державний університет і 25 лютого Капела розпочала репетиції. Паралельно зі співанками хористам читалися лекції французької мови.
Капела також дбала про костюми. 9 березня О. Кошиць просить місцевих художників В. Гагенмейстера та М. Бурачека виготовити національні вбрання для виступів на концертах.
Дуже гостро склалось питання фінансування Капелі. Виявилось, що канцелярія, за фактичного голосування К. Стеценка, саботувала справу, і міністр фінансів Б. Мартос вимушений був викреслити Капелю з кредитів. До Проскурова (де тоді перебував уряд УНР), висилали тричі О. Приходька (товариш К. Стеценка), але все безрезультатно.
Довелося за цю справу братися особисто О. Кошицю. За кілька днів у Кам'янці з'явився член Директорії Ф. Швець. «Почалась погоня за ним, що відкрив кредити для Капелі. Ганяли ми то на двірець, то до університету без перестанку. Треба було спішити, не тратячи ні одної хвилини, бо над Кам’янцем уже висіла більшовицька небезпека, і на завтра повинні були виїхати всі державні установи, а головне скарбниця… ми ганяли по місту на візниках за членами Директорії, немов за зайцями. Ледве вдалось піймати їх у потязі за кілька хвилин до від’їзду, вже перед вечором... я й не дав їм обідати, поки не був підписаний наказ Державному Банкові про відкриття кредитів для Капел».
«Була вже 4 година. На візнику по страшенному болоті летимо до міста, до Державного Банку. Звідти нас посилають до директора Афанас'єва, який уже пішов додому. Біжимо до нього. Він не  хоче давати грошей, бо на наказі немає підпису міністра освіти (І. Огієнка)… До речі, п. міністер за ввесь час існування Капелі в Україні під його «високою рукою», то саботував справу Капелі, то чіплявся до усяких дрібниць… І ось тепер він знову не хотів підписати асигнати на гроші, хоч мав писемний наказ Директорії. Ще й почав нам закидати, що ми його «не визнавали», «не шанували», «до нього не зверталися і т. д. А коли я поставив гостро справу, мовляв, це «невиконання наказу  Директорії», то він з великою неохотою підписав… і за 5 хвилин він кинув на Божу волю все, виїхавши з Кам'янця. А ми, полагодивши справу з міністром освіти, біжимо знов до Афанас'єва. Цей не хоче давати розпорядження скарбниці, бо вона уже спакувалася. Каже, що гроші дасть у Станіславові, але ці «міністерські» обіцянки ми добре знаємо».
Того ж самого вечора у місті стало відомо, що буде повстання більшовиків, та що вже сформовано «Совдеп». О. Кошиць ухвалює рішення разом з Капелою негайно евакуюватись із Кам'янця. «Насилу дістали в потязі вагон і ввечорі виїхали й розташувались у вагоні. В 6 год. приїхав до потягу і я. До речі, був чудовий вечір, тепло, мов влітку, але на дорозі було непролазне болото. Візники дерли з нас хто що хотів. Виїжджаю і довідуюсь, що нова большевицька влада не випускає потягу з Кам’янця. Несподіванка була надзвичайна! Я залишив хор ночувати у вагоні, а сам повернувся додому. Ще добре, що застав свою хату вільною. А двері одчинені. Вранці другого дня хор вернувся до міста. Це коштувало багато грошей. Почалась біганина в «Совдеп» за дозволом на виїзд… якби в «Совдепі» не було мого товариша Володимира Чехівського, а в Капелі його брата й сестри, ми б дозволу не мали і залишитися би в Кам'янці. На третій день знов почалось перекочування до потягу. Нарешті ми виїхали»

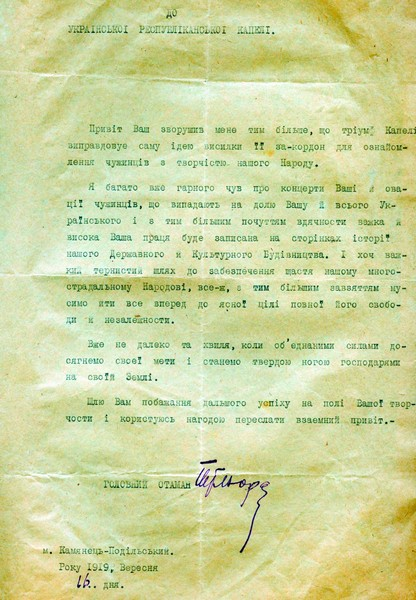
Лист Симона Петлюри до Республіканської капели від 16 вересня 1919 року

Симон Петлюра 16 вересня 1919 року надіслав із Кам'янця вітального листа до Капели.

### Гастролі
У січні–квітні 1919 року «Українська республіканська капела» виступала на Поділлі, Станіславщині, Закарпатті, де остаточно сформувала склад учасників та творчий репертуар.
24 березня 1919 року «Українська республіканська капела» вирушила на гастролі за кордон. Капела складалась із 77 осіб (за іншими даними — 83).
Склад хору, що виїхав з України, у 1919 році.
- Кошиць Олександр — диригент, Щуровська Платоніда — поміщник диригента, Тучапський Григорій — професор співу, Приходько Олекса — адміністратор, Курчинський Олександр (23.08.1894 — †?) — господарь, Вінцковський Юрій — канцелярист, Кізима Олександр (9.03.1891 — †?) — бібліотекар, Ватич Ганна (28.07.1889– †?) — перекладач, Січинський Володимир — кур'єр, Вахнянин Остап — кур'єр[6], Чайківський Микола — другий адміністратор.
- Сопрано: Артемєва А., Аверянова С., Гаєвська Софія (18.09.1895– †?), Георгієвська Тетяна, Горянська Євгенія, Копачук О., Кириченко Юрій[7], Литвин Т., Орисик Михайлина (9.10.1895–19.06.1989), Приходько Ольга (5.06.1900 (1903?) — 5.05.1996), Терпило Марія, Туркало Віра (24.07.1896 — †?).
- Альти: Антонович А., Броунс Н., Царгородська Ніна, Чабаненко Євдокія (27.11.1896 — †?), Чехівська-Курчинська Зінаїда (05.10.1896 — †?), Чорна Н., Гордаш Ніна (4.04.1900 — †?), Якуненко Катерина, Колодіївна Софія, Машкевич Ніна, Приємська Марія, Радченко В., Здориченко Катерина.
- Тенори: Базилевич Федір, Безручко Левко, Брень Ю., Горянський Євген, Городиський Е., Кириченко Ю., Королєвич П., Козловський Ф., Кучерів М., Кирчів Роман, Лєонів Г., Левитський Дмитро, Миронюк Дмитро (24.10.1895 — †?), Пеленський Олександр[8], Сорочинський Лев, Шевченко В., Татарів Гриць, Татарів Леонід, Троїцький Л.
- Баси: Чуприна-Чехівський Олекса[9], Дяченко Г., Кузьмин Н., Ординський Петро, Пасько В., Педа А., Стеценко П., Судак В., Трухлий О., Трухлий Іван, Трухлий С., Бучковський І., Корсуновський П., Литвин Харитон, Миколайчук К., Петренко М., Рейвахівський Ф., Рощахівський Михайло (26.01.1891 — †?), Шандрівський Г., Андрієвський В., Чавдарів В., Костецький Микола (1886—1971)[10], Зражевський І[11].

До кінця липня 1920 року капела концертувала з великим успіхом у країнах Європи — у Чехословаччині, Австрії, Швейцарії, Франції, Бельгії, Голландії, Англії й Німеччині, там таки в Берліні перестала існувати.
Учасники української республіканської капели створили три окремі хори, з яких група з Олексою Приходьком на чолі (21 особа: Остап Вахнянин, Олександр Пеленський, Роман Кирчів, Михайлина Орисик, Левко Безручко, Ганна Ватич-Кирчів, Катерина Здорик-Здориченко, Ніна Машкевич, Марія Приємська, Олекса Приходько, Ольга Приходько, В.Радченко, Михайло Рощахівський, С.Саєвська, Володимир Січинський, брати Гриць та Леонід Татаріви, Марія Терпило, С.Трухлий, Ніна Царгородська, Катерина Якуненко) переїхала на Закарпаття, осіла в Ужгороді під назвою Руський національний хор й там заснувала Товариство «Кобзар» — керівник Роман Кирчів, диригент Михайло Рощахівський, а згодом і Руський театр.
Група під керівництвом Юрія Кириченка концертувала в Іспанії, Франції, Алжирі, Тунісі, після цього із її співаків утворились різні хорові організації.
Основна частина під проводом О. Кошиця, переїхавши через ЧСР до Польщі, створила у Варшаві Український національний хор і зимою 1921 року розпочала турне Іспанією, Францією, Бельгією, Німеччиною.
У вересні 1922 року Український національний хор на запрошення імпресаріо Макса Рабінова вирушив на гастролі до США, де й залишилася.
Склад хору що виїхав до США
- Кошиць Олександер — диригент, Тучапський Григорій — помічник диригента, адміністратор і професор співу.
- Сопрано: Артемєва А., Георгієвська Т., Литвин Т., Копачук О., Дмитрієва О., Миколаїва Ю., Черевко А., Валєро М., Гребінецька Марія, Коханевич 3.
- Альти: Броунс Н., Кириченко Ю., Барвінська Л., Оссовська О., Кухарська Т., Медем Ю.
- Тенори: Лєонів Г., Троїцький Л., Козловський Ф., Давиденко, Сорочинський Лев, Бажанів В., Якубенко Д., Аполлонів, Коноваленко, Костянтин Щит.
- Баси: Зражевський І., Шандрівський Г., Костецький М., Корсуновський Павло-Григорій, Ординський Петро, Петренко М., Чавдарів В., Прокопеня В., Виноградів С., Конахевич В., Гассан Юрій[16], Павловський Г., Курочкін О.

Американський тур Українського національного хору розпочався 5 жовтня 1922 року в престижному концертному залі Карнегі-хол.
У США від жовтня 1922 до березня 1923 дала 138 концертів, а згодом у Бразилії, Аргентині, Уругваї, на Кубі близько 900 концертів. Зі складом капели концертував й Ординський Петро. 1924 Український національний хор, виховавши десятки музичних діячів і диригентів, перестав існувати.
Улюбленими творами в репертуарі були: «Кантата про Матір Божу Почаївську», «Щедрик», «Ой пряду, пряду» М. Леонтовича, «Веснянки», купальські пісні, «По опеньки ходила» М. Лисенка, щедрівки і колядки К. Стеценка, «На вулиці скрипка грає» О. Кошиця та інші.
Українська республіканська капела запрезентувала перед Заходом високу музичну культуру України, — і була живим свідченням самостійності українського народу, його мови, історії й культури.

## Джерело
- Енциклопедія українознавства : Словникова частина : [в 11 т.] / Наукове товариство імені Шевченка ; гол. ред. проф., д-р Володимир Кубійович. — Париж — Нью-Йорк : Молоде життя, 1955—1995. — ISBN 5-7707-4049-3.